# Laskowie
Laskowie – wzniesienie o wysokości 171,3 m n.p.m. na Pojezierzu Kaszubskim, położone w woj. pomorskim, w powiecie lęborskim, na obszarze gminy Cewice.
Nazwę Laskowie wprowadzono urzędowo w 1949 roku, zastępując poprzednią niemiecką nazwę Leskovje Berg. Według polskiej przedwojennej mapy taktycznej wysokość wzniesienia wynosi 171,5 m n.p.m. zaś według danych zawartych na "Geoportalu" 171,3 m n.p.m.
Na wschód od wzniesienia w odległości ok. 1,5 km znajduje się wieś Siemirowice.